# Atorgament d'escriptura pública
Atorgament d'escriptura pública és l'acte en què els socis o propietari d'una empresa o societat signen l'escriptura de constitució de l'empresa a través i davant del notari. I per tant estan obligats a complir i a fer complir aquesta escriptura.